# Ornithodoros
Ornithodoros é um gênero de carrapatos pertencente a família Argasidae.